# آگاهی و جامعه
آگاهی و جامعه کتابی از هنری استیوارت هیوز است.

## به فارسی
با ترجمهٔ عزت‌الله فولادوند در سال ۱۳۶۹ منتشر و در مراسم کتاب سال جمهوری اسلامی ایران به‌عنوان کتاب برگزیده معرفی شد.